# Greenville (Észak-Karolina)
Greenville város az USA Észak-Karolina államában, Pitt megyében, melynek megyeszékhelye is. Lakosainak száma 87 521 fő (2020. április 1.).

## Népesség
A település népességének változása:
| Lakosok száma | 1893 | 84 554 | 87 521 |
|               | 1850 | 2010   | 2020   |